# Mark Coleman
Mark Coleman (Fremont (Ohio), 20 december 1964) is een Amerikaans voormalig MMA-vechter, professioneel worstelaar en Olympisch amateurworstelaar. Hij was van februari 1997 tot juli 1997 de eerste UFC-kampioen zwaargewicht. Voor het bestaan van deze titel won hij zowel het UFC 10 Tournament als het UFC 10 Tournament en later schreef hij ook de Pride FC 2000 Openweight Grand Prix op zijn naam.
Coleman deed eerder mee aan het worstelen op de Olympische Zomerspelen 1992 in Barcelona en werd daar zevende in de klasse zwaargewicht (tot 100 kg). Ook werd hij Pan-Amerikaans kampioen. Later vervolgde hij zijn carrière als MMA-vechter en professioneel (show)worstelaar.
- Biblioteca Nacional de España: XX4765677
- International Standard Name Identifier: 0000 0001 1750 3112
- Library of Congress Control Number: no2006118588
- Virtual International Authority File: 21906666
- WorldCat: E39PBJp9wFXymTQD9KHVjWBXVC